# Ґаєво (Свецький повіт)
Ґаєво (пол. Gajewo) — село в Польщі, у гміні Нове Свецького повіту Куявсько-Поморського воєводства.
Населення — 247 осіб (2011).
У 1975-1998 роках село належало до Бидгощського воєводства.

## Демографія
Демографічна структура станом на 31 березня 2011 року:
|          | Загалом | Допрацездатний вік | Працездатний вік | Постпрацездатний вік |
| -------- | ------- | ------------------ | ---------------- | -------------------- |
| Чоловіки | 125     | 26                 | 86               | 13                   |
| Жінки    | 122     | 22                 | 76               | 24                   |
| Разом    | 247     | 48                 | 162              | 37                   |